# Los Amates, Acacoyagua
Los Amates är en ort i Mexiko.   Den ligger i kommunen Acacoyagua och delstaten Chiapas, i den sydöstra delen av landet, 800 km sydost om huvudstaden Mexico City. Los Amates ligger 66 meter över havet och antalet invånare är 527.
Terrängen runt Los Amates är varierad. Runt Los Amates är det ganska tätbefolkat, med 60 invånare per kvadratkilometer. Närmaste större samhälle är Acacoyahua, 2,0 km öster om Los Amates. Omgivningarna runt Los Amates är en mosaik av jordbruksmark och naturlig växtlighet.